# پرمویی
پرمویی (انگلیسی: Hypertrichosis) یا هایپرتریکوز به رویش بیش از حد موهای بدن به هر دلیلی گفته می‌شود. دو گروه کلی پرمویی وجود دارد پرمویی منتشر (در تمام بدن) و پرمویی موضعی.
پرمویی می‌تواند مادرزادی باشد یا اکتسابی (مثلاً ناشی از تومورها یا عوارض دارویی). گاه پرمویی فقط موجب افزایش موهای آندروژنیک می‌شود.

## هیرسوتیسم
هیرسوتیسم نوعی پرمویی در زنان و کودکان است که فرد مبتلا رویش بیش از حد موهای آندروژنیک (موهای مدل مردانه) در نواحی مانند صورت و سینه دارد.
برخی از علل هیرسوتیسم: چاقی، عوارض دارویی مانند داروهای هورمونی، قرص ضد بارداری خوراکی و انسولین، تومورها مانند تومور غدد جنسی، هیپرپلازی مادرزادی آدرنال، سندرم تخمدان پلی‌کیستیک، بیماری کوشینگ و آکرومگالی.

## درمان
اگر علت زمینه‌ای هیرسوتیسم قابل درمان نباشد کاهش وزن، داروهای موضعی (مانند کرم موبر، افلورنیتین Eflornithine)، درمانهای غیر دارویی مانند لیزر آی پی ال (Intense pulsed light)، الکترولیز و اپیلاسیون و داروهای آنتی آندروژنیک خوراکی مانند فیناستراید و اسپیرنولاکتون در درمان هیرسوتیسم بکار رفته‌اند.
موهایی که قبل از شروع درمان دارویی رشد کرده اند و به موهای ضخیم تبدیل شده‌اند، صرفاً با درمان دارویی ازبین نمی‌روند و نیاز به استفاده همزمان از روشهایی مانند الکترولیز و لیزر جهت از بین رفتن مو دارند.